# 余嘉錫

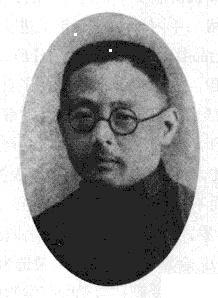
余嘉錫院士

余嘉錫（1884年2月9日—1955年1月23日），字季豫，號狷庵，又号狷翁，湖南常德縣（今常德鼎城區長茅嶺鄉）人。父嵩慶是清光緒二年（1876年）進士。

## 生平
光緒十年正月十三日出生於河南商丘，少年勤學，十四歲作《孔子弟子年表》，十五歲注《吳越春秋》，十七歲始讀《四庫全書總目提要》，“日夜讀之不厭”，時有所疑，常取舊書加以考證，開始撰寫《四庫提要辨證》，用勤五十餘年。光緒二十七年（1901年）中舉人。曾任吏部文选司主事。科举废除后，在常德师范学堂任教。
辛亥革命後，自號狷庵。後在趙爾巽家教授，同時審閱《清史稿》，受私立辅仁大学校长陈垣赏识，被聘为讲师，主讲目录学。随后又在北京大学、中国大学、民国大学、女子师范大学等校兼教目录学。1927年夫人陳福彩去世，親作墓表，竟不再娶。1942年冬，兼任輔仁大學文學院院長。1948年，當選為中央研究院第一屆院士。1952年腦溢血，全身癱瘓。1955年除夕病逝北京，葬於北京阜成門外西黃村福田公墓。

## 著作
- 《目錄學發微》
- 《古書通例》
- 《四庫提要辨證》
- 《世說新語箋疏》
- 《漢書藝文志索隱》
- 《元和姓纂校補》